# طيور الريش (حاسوب)
طيور الريش (بالإنجليزية: Birds of feather أو BoF)‏ هو مصطلح يستعمل في مجال حوسبة|الحوسبة ليدل على واحد من معنين:
- مجموعة مناقشة غير رسمية، فبخلاف الاجتماعات التقليدية، تكون اجتماعات طيور الريش غير رسمية وغالبا ما تتشكل بشكل عفوي غير مخطط له ، يتم استخدام الاختصار بي أو أف (BoF) من قبل هيئة مهندسي ومطوري الإنترنت (IETF) للدلالة على الاجتماعات الأولية للأعضاء المهتمين في قضية معينة.
- اجتماع غير رسمي يحصل في مؤتمرات رسمية بحيث يقوم بعض المشاركين بتنظيم أنفسهم من خلال فعاليات المؤتمر ليناقشوا موضوع مشترك بدون تخطيط مسبق.

## تاريخ
لا يوجد أي أدبيات تدل عن أول من استعمل المصطلح ؛لكن بدء ظهوره في الستينات من القرن العشرين.

## فوائده
تسهل لقاءات طيور الريش إنشاء علاقات وتعاون بين المجموعات. وعادة ما يحدد شخصا ما ليكون منسقا للمناقشات. إلا أن هذا النوع من الاجتماعات يولد تفاعل أكبر بين المشاركين، أكثر من ما تولده الندوات التقليدية.

## مصدر المصطلح
أتى المصطلح من تعبير إنكليزي الذي يعني أن الطيور لا تطير بأفواج إلا مع طيور من نفس نوع ريشها.